# Jiddismus
Ein Jiddismus ist ein aus dem Jiddischen stammendes Lehn- oder Fremdwort.

## Jiddismen im Deutschen
Viele Jiddismen sind über das Jiddische und Rotwelsche ins Deutsche eingegangene Hebraismen. Althaus behandelt in seinen Büchern deutlich über 1000 Jiddismen, beschränkt sich dabei aber nicht auf die Auswertung gängiger Wörterbücher; er sammelt vielmehr Ausdrücke, „die bis ins 20. Jahrhundert im Munde deutscher Juden üblich waren“. In manchen Dialekten, so in den Stadtmundarten von Berlin, Frankfurt, Koblenz, Mannheim und Münster, aber auch im Wienerischen, spielen sie eine erhebliche Rolle. Es fällt auf, dass seit den 1960er Jahren Jiddismen wieder zunehmend in der Gemeinsprache verwendet werden.

## Beispiele
Beispiele einiger geläufiger Jiddismen: Schlamassel, Massel, meschugge, Mischpoke, Pleite, Schickse, schikkern, Schmonzes, Schmonzette, Tacheles, Stuss, Tinnef, Schtetl, Kassiber, Schmiere, Schmock, Haberer (ostösterr. „Kumpel, Freund“), Ganove, petzen, Reibach, Kaff, aber auch Fremdwörter wie Chuzpe und lejnen (Lesen mit Melodie: Singsang).

## Entwicklung der Jiddismen im Deutschen
Im verbreiteten, aktiven Wortschatz lassen sich heute nur etwa 50 Jiddismen belegen. Eine Untersuchung von Wörterbüchern des Duden-Verlags für das breite Publikum und von etymologischen Wörterbüchern erbrachte 124 darin verzeichnete jiddische Entlehnungen (Best 2006). Von den 124 Jiddismen konnte für 90 festgestellt werden, ab welchem Jahrhundert sie im Deutschen nachweisbar sind; der Schwerpunkt der Entlehnungen liegt offenbar im 18. und 19. Jahrhundert. Ihre Entwicklung stellt sich wie folgt dar:
| Jahrhundert | Zahl der beobachteten Entlehnungen | Entlehnungen aufsummiert |
| ----------- | ---------------------------------- | ------------------------ |
| 15.         | 3                                  | 3                        |
| 16.         | 2                                  | 5                        |
| 17.         | 5                                  | 10                       |
| 18.         | 28                                 | 38                       |
| 19.         | 35                                 | 73                       |
| 20.         | 17                                 | 90                       |

Der hier aufgezeigte  Trend erweist sich als gesetzmäßig und unterliegt dem Piotrowski-Gesetz (Best 2006, Seite 9).

## Rolle der Jiddismen in der Koblenzer Stadtmundart
In der (moselfränkischen) Koblenzer Stadtmundart sind die Jiddismen nach den französischen die zweitstärkste Gruppe von Lehn- und Fremdwörtern (Best 2006, Seite 10f). Unter ca. 3500 Mundartwörtern eines Wörterbuchs finden sich folgende Entlehnungen:
| Rang | Herkunftssprache         | Entlehnungen beobachtet |
| ---- | ------------------------ | ----------------------- |
| 1    | Französisch              | 161                     |
| 2    | Jiddisch                 | 52                      |
| 3    | Lateinisch               | 15                      |
| 4    | Englisch                 | 4                       |
| 5    | Niederländisch           | 4                       |
| 6    | Italienisch              | 4                       |
| 7    | Mongolisch (Kalmückisch) | 1                       |
| 8    | Polnisch                 | 1                       |

Auch diese Verteilung erweist sich als gesetzmäßig und folgt Altmanns Modell für Rangordnungen (Altmann 1993, 62, Formel 11).